# 빅뱅의 음반 외 활동 목록

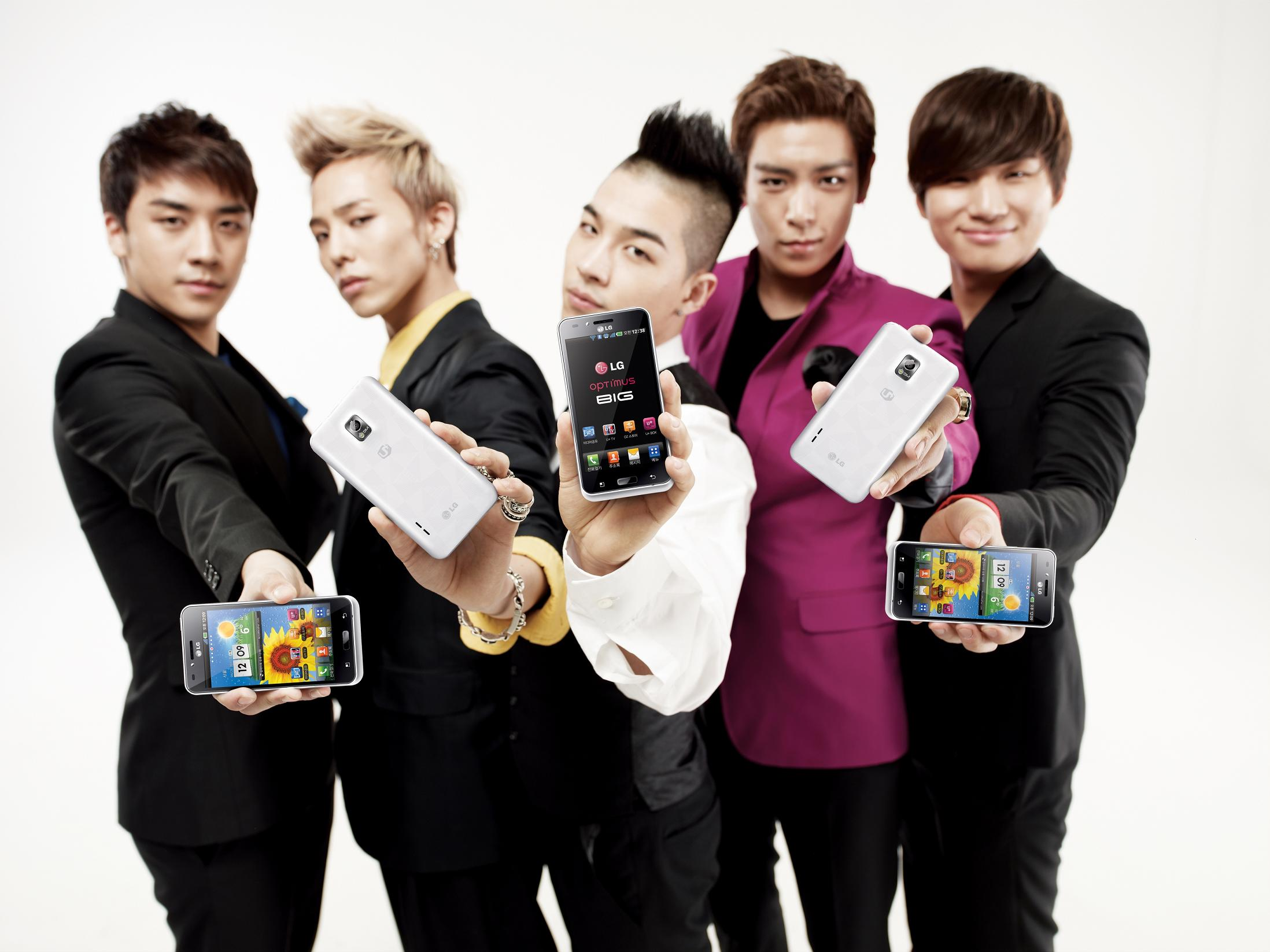
LG전자 옵티머스 BIG 광고 중에서 빅뱅

다음은 대한민국의 3인조 보이 그룹 빅뱅의 음반 외 활동 목록이다.

## 뮤직 비디오
| 년도 | 뮤직 비디오               | 앨범               | 출연                                 | 언어   | 공식 비디오 | 참고                     |
| ---- | ------------------------- | ------------------ | ------------------------------------ | ------ | ----------- | ------------------------ |
| 2006 | "We Belong Together"      | BigBang            | 빅뱅, 박봄                           | 한국어 | 유투브      | 첫 번째 싱글 음반        |
| 2006 | "눈물뿐인 바보"           | BigBang            | 빅뱅                                 | 한국어 | 유투브      | 첫 번째 싱글 음반        |
| 2006 | "This Love"               | BigBang            | 지드래곤                             | 한국어 | 유투브      | 첫 번째 싱글 음반        |
| 2006 | "La La La"                | BigBang Is V.I.P   | 빅뱅                                 | 한국어 | 유투브      | 두 번째 싱글 음반        |
| 2006 | "Ma Girl"                 | BigBang Is V.I.P   | 태양                                 | 한국어 | 유투브      | 두 번째 싱글 음반        |
| 2006 | "Forever With U"          | Bigbang 03         | 지드래곤, T.O.P, 박봄                | 한국어 | 유투브      | 세 번째 싱글 음반        |
| 2006 | "Good-bye Baby"           | Bigbang 03         | 빅뱅                                 | 한국어 | 유투브      | 세 번째 싱글 음반        |
| 2006 | "Dirty Cash"              | Bigbang Vol.1      | 빅뱅                                 | 한국어 | 유투브      | 첫 번째 정규 음반        |
| 2006 | "흔들어"                  | Bigbang Vol.1      | 빅뱅                                 | 한국어 | 유투브      | 첫 번째 정규 음반        |
| 2007 | "거짓말"                  | Always             | 빅뱅, 차수연                         | 한국어 | 유투브      | 첫 번째 EP 음반          |
| 2007 | "Always"                  | Always             | 빅뱅                                 | 한국어 | 유투브      | 첫 번째 EP 음반          |
| 2007 | "마지막 인사"             | Hot Issue          | 빅뱅, 이동건                         | 한국어 | 유투브      | 두 번째 EP 음반          |
| 2008 | "How Gee"                 | For The World      | 빅뱅                                 | 영어   | 유투브      | 첫 번째 일본 EP 음반     |
| 2008 | "With U"                  | With U             | 빅뱅, 오연서                         | 영어   | 유투브      | 두 번째 일본 EP 음반     |
| 2008 | "하루하루"                | Stand Up           | 빅뱅, 박민영                         | 한국어 | 유투브      | 세 번째 EP 음반          |
| 2008 | "Oh My Friend"            | Stand Up           | 빅뱅, 노브레인                       | 한국어 | 유투브      | 세 번째 EP 음반          |
| 2008 | "Number 1"                | Number 1           | 빅뱅                                 | 영어   | 유투브      | 첫 번째 일본 정규 음반   |
| 2008 | "붉은 노을"               | Remember           | 빅뱅                                 | 한국어 | 유투브      | 첫 번째 정규 음반        |
| 2008 | "Strong Baby" (승리 solo) | Remember           | 승리, 지드래곤                       | 한국어 | 유투브      | 첫 번째 정규 음반        |
| 2009 | "My Heaven"               | My Heaven          | 빅뱅                                 | 일본어 | 유투브      | 첫 번째 일본 싱글 음반   |
| 2009 | "가라가라 고!!"           | ガラガラ Go!!      | 빅뱅                                 | 일본어 | 유투브      | 두 번째 일본 싱글 음반   |
| 2009 | "Lollipop"                | Lollipop           | 빅뱅, 2NE1                           | 한국어 | 유투브      | 디지털 싱글              |
| 2009 | "So Fresh, So Cool"       | HITE BEER          | 빅뱅                                 | 한국어 | 유투브      | 미발표 곡                |
| 2009 | "코에오키카세떼"          | 声をきかせて       | 빅뱅                                 | 일본어 | 유투브      | 세 번째 일본 싱글 음반   |
| 2010 | "Lollipop Part.2"         | Lollipop Part.2    | 빅뱅                                 | 한국어 | 유투브      | 디지털 싱글              |
| 2010 | "Tell Me Goodbye"         | Tell Me Goodbye    | 빅뱅                                 | 일본어 | 유투브      | 네 번째 일본 싱글 음반   |
| 2010 | "Beautiful Hangover"      | Beautiful Hangover | 빅뱅                                 | 일본어 | 유투브      | 다섯 번째 일본 싱글 음반 |
| 2011 | "Tonight"                 | BIGBANG MINI 4     | 빅뱅                                 | 한국어 | 유투브      | 네 번째 EP 음반          |
| 2011 | "Love Song"               | 빅뱅 스페셜 에디션 | 빅뱅                                 | 한국어 | 유투브      | 리패키지 음반            |
| 2012 | "Blue"                    | Alive              | 빅뱅                                 | 한국어 | 유투브      | 다섯 번째 EP 음반        |
| 2012 | "Fantastic Baby"          | Alive              | 빅뱅                                 | 한국어 | 유투브      | 다섯 번째 EP 음반        |
| 2012 | "Bad Boy"                 | Alive              | 빅뱅                                 | 한국어 | 유투브      | 다섯 번째 EP 음반        |
| 2012 | "Monster"                 | Still Alive        | 빅뱅                                 | 한국어 | 유투브      | 리패키지 음반            |
| 2012 | "NEVER STOP DREAMING"     | THE NORTH FACE     | 빅뱅                                 | 한국어 | 유투브      | 미발표 곡                |
| 2015 | "Loser"                   | M                  | 빅뱅                                 | 한국어 | 유투브      | 네 번째 싱글 음반        |
| 2015 | "Bae Bae"                 | M                  | 빅뱅                                 | 한국어 | 유투브      | 네 번째 싱글 음반        |
| 2015 | "BANG BANG BANG"          | A                  | 빅뱅                                 | 한국어 | 유투브      | 다섯 번째 싱글 음반      |
| 2015 | "We Like 2 Party"         | A                  | 빅뱅                                 | 한국어 | 유투브      | 다섯 번째 싱글 음반      |
| 2015 | "맨정신"                  | D                  | 빅뱅                                 | 한국어 | 유투브      | 여섯 번째 싱글 음반      |
| 2015 | "우리 사랑하지 말아요"    | E                  | 빅뱅, 하연수, 서예지, 김윤혜, 이호정 | 한국어 | 유투브      | 여섯 번째 싱글 음반      |
| 2015 | "쩔어" (GD&TOP)           | E                  | 지드래곤, T.O.P                      | 한국어 | 유투브      | 여섯 번째 싱글 음반      |
| 2016 | "Last Dance"              | MADE               | 빅뱅                                 | 한국어 | 유투브      | 세 번째 정규 음반        |
| 2016 | "에라 모르겠다(FXXK IT)"  | MADE               | 빅뱅                                 | 한국어 | 유투브      | 세 번째 정규 음반        |

### 솔로·유닛 뮤직 비디오
| 년도 | 뮤직 비디오                                         | 앨범                  | 출연                                | 언어   | 공식 비디오                      | 참고                   |
| ---- | --------------------------------------------------- | --------------------- | ----------------------------------- | ------ | -------------------------------- | ---------------------- |
| 2008 | "나만 바라봐" (태양)                                | Hot                   | 태양                                | 한국어 | 유투브                           | 첫 번째 EP 음반        |
| 2008 | "기도" (태양 Feat. Teddy)                           | Hot                   | 태양                                | 한국어 | 유투브                           | 첫 번째 EP 음반        |
| 2009 | "소년이여" (지드래곤)                               | Heartbreaker          | 지드래곤                            | 한국어 | 유투브                           | 첫 번째 정규 음반      |
| 2009 | "Heartbreaker" (지드래곤)                           | Heartbreaker          | 지드래곤                            | 한국어 | 유투브                           | 첫 번째 정규 음반      |
| 2009 | "Breathe" (지드래곤)                                | Heartbreaker          | 지드래곤                            | 한국어 | 유투브                           | 첫 번째 정규 음반      |
| 2009 | "Butterfly" (지드래곤)                              | Heartbreaker          | 지드래곤                            | 한국어 | 유투브                           | 첫 번째 정규 음반      |
| 2009 | "She's Gone" (지드래곤 Feat. KUSH)                  | Heartbreaker          | 지드래곤, KUSH, 이솜                | 한국어 | 유투브                           | 첫 번째 정규 음반      |
| 2009 | "Where U At" (태양)                                 | Solar                 | 태양                                | 한국어 | 유투브                           | 첫 번째 정규 음반      |
| 2009 | "Wedding Dress" (태양)                              | Solar                 | 태양                                | 한국어 | 유투브                           | 첫 번째 정규 음반      |
| 2010 | "I Need A Girl" (태양 Feat. 지드래곤)               | Solar                 | 태양, 지드래곤, 박산다라            | 한국어 | 유투브                           | 첫 번째 정규 음반      |
| 2010 | "Turn it Up" (T.O.P)                                |                       | T.O.P                               | 한국어 | 유투브                           | 디지털 싱글            |
| 2010 | "Gmarket Party!" (지드래곤)                         | Gmarket CM Song       | 지드래곤                            | 한국어 | 유투브                           | 미발표 곡              |
| 2010 | "High High" (GD&TOP)                                | GD&TOP                | 지드래곤, T.O.P, 태양, 승리         | 한국어 | 유투브                           | 첫 번째 정규 음반      |
| 2010 | "Oh Yeah" (GD&TOP Feat. 박봄)                       | GD&TOP                | 지드래곤, T.O.P, 박봄               | 한국어 | 유투브                           | 첫 번째 정규 음반      |
| 2010 | "뻑이가요" (GD&TOP)                                 | GD&TOP                | 지드래곤, T.O.P                     | 한국어 | 유투브                           | 첫 번째 정규 음반      |
| 2010 | "집에 가지마" (GD&TOP)                              | GD&TOP                | 지드래곤, T.O.P                     | 한국어 | 유투브                           | 첫 번째 정규 음반      |
| 2010 | "Baby Good Night" (GD&TOP)                          | GD&TOP                | 지드래곤, T.O.P                     | 한국어 | 유투브                           | 첫 번째 정규 음반      |
| 2011 | "V.V.I.P" (승리)                                    | V.V.I.P               | 승리, 김유정                        | 한국어 | 유투브                           | 첫 번째 EP 음반        |
| 2011 | "어쩌라고" (승리)                                   | V.V.I.P               | 승리                                | 한국어 | 유투브                           | 첫 번째 EP 음반        |
| 2012 | "One Of A Kind" (지드래곤)                          | One Of A Kind         | 지드래곤, Choice 37, 리디아백, 태양 | 한국어 | 유투브                           | 첫 번째 EP 음반        |
| 2012 | "크레용" (지드래곤)                                 | One Of A Kind         | 지드래곤                            | 한국어 | 유투브                           | 첫 번째 EP 음반        |
| 2012 | "그XX" (지드래곤)                                   | One Of A Kind         | 지드래곤, 김제니                    | 한국어 | 유투브                           | 첫 번째 EP 음반        |
| 2013 | "Doom Dada" (T.O.P)                                 |                       | T.O.P                               | 한국어 | 유투브                           | 디지털 싱글            |
| 2013 | "歌うたいのバラッ (노래하고 싶은 발라드) (대성)     | D'scover              | 대성                                | 한국어 | 유투브                           | 일본 첫 번째 정규 음반 |
| 2013 | "I LOVE YOU" (대성 Feat. 하카세 타로)               | D'slove               | 대성                                | 일본어 | 유투브                           | 일본 디지털 싱글       |
| 2013 | "할말 있어요" (승리)                                | Let's Talk About Love | 승리                                | 한국어 | 유투브                           | 두 번째 EP 음반        |
| 2013 | "COUP D'ETAT" (지드래곤)                            | COUP D'ETAT           | 지드래곤                            | 한국어 | 유투브                           | 두 번째 정규 음반      |
| 2013 | "니가 뭔데?" (지드래곤)                             | COUP D'ETAT           | 지드래곤                            | 한국어 | 유투브                           | 두 번째 정규 음반      |
| 2013 | "미치GO" (지드래곤)                                 | COUP D'ETAT           | 지드래곤, 태양, 세븐, 안영미        | 한국어 | 유투브                           | 두 번째 정규 음반      |
| 2013 | "삐딱하게" (지드래곤)                               | COUP D'ETAT           | 지드래곤                            | 한국어 | 유투브                           | 두 번째 정규 음반      |
| 2013 | "RINGA LINGA" (태양)                                | Rise                  | 태양, 지드래곤                      | 한국어 | 유투브                           | 디지털 싱글            |
| 2013 | "RINGA LINGA" (태양)                                | Rise                  | 태양                                | 한국어 | 유투브 (Dance Performance Video) | 디지털 싱글            |
| 2014 | "8llow Me" (지드래곤)                               | U+ LTE8 CM Song       | 지드래곤                            | 한국어 | 유투브                           | 미발표 곡              |
| 2014 | "새벽 한시" (태양)                                  | Rise                  | 태양, 민효린                        | 한국어 | 유투브                           | 두 번째 정규 음반      |
| 2014 | "눈, 코, 입" (태양)                                 | Rise                  | 태양                                | 한국어 | 유투브                           | 두 번째 정규 음반      |
| 2014 | "Rainy Rainy" (대성)                                | D'slove               | 대성                                | 일본어 | 유투브                           | 일본 두 번째 정규 음반 |
| 2014 | "SHUT UP" (대성)                                    | D'slove               | 대성                                | 일본어 | 유투브                           | 일본 두 번째 정규 음반 |
| 2014 | "ナルバキスン" (날 봐, 귀순) (대성)                 | 디라이트              | 대성, 지드래곤                      | 일본어 | 유투브                           | 일본 첫 번째 EP 음반   |
| 2014 | "GOOD BOY" (GD X TAEYANG)                           | GOOD BOY              | 지드래곤, 태양, 유병재              | 한국어 | 유투브                           | 디지털 싱글            |
| 2017 | "D-Day" (대성)                                      | D-Day                 | 대성                                | 일본어 | 유투브                           | 일본 두 번째 EP 음반   |
| 2017 | "무제(無題) (Untitled, 2014)" (지드래곤)            | 권지용                | 지드래곤                            | 한국어 | 유투브                           | 두 번째 EP 음반        |
| 2017 | "WAKE ME UP" (태양)                                 | WHITE NIGHT           | 태양                                | 한국어 | 유투브                           | 세 번째 정규 음반      |
| 2017 | "DARLING" (태양)                                    | WHITE NIGHT           | 태양                                | 한국어 | 유투브                           | 세 번째 정규 음반      |
| 2017 | "違う、そうじゃない" (아니야, 그런게 아니야) (대성) | 디라이트 2 / D-LITE 2 | 대성                                | 일본어 | 유투브                           | 세 번째 EP 음반        |
| 2017 | "あ・ぜ・ちょ！" (아・제・쵸!) (대성)               | 디라이트 2 / D-LITE 2 | 대성                                | 일본어 | 유투브                           | 세 번째 EP 음반        |
| 2017 | "そばにいてよ" (곁에 있어줘) (대성)                 | 디라이트 2 / D-LITE 2 | 대성                                | 일본어 | 유투브                           | 세 번째 EP 음반        |

### 게스트 출연
| 년도 | 뮤직 비디오          | 앨범                          | 아티스트                            | 출연                                                                          | 언어   | 공식 비디오 | 참고        |
| ---- | -------------------- | ----------------------------- | ----------------------------------- | ----------------------------------------------------------------------------- | ------ | ----------- | ----------- |
| 2001 | "내 나이 열셋"       | 2001 대한민국 HipHopFlex      | 지드래곤                            | 지드래곤                                                                      | 한국어 | 유투브      |             |
| 2001 | "A-Yo"               | The Reign                     | 지누션                              | 지누션, 마스타우, 태양                                                        | 한국어 | 유투브      |             |
| 2001 | "Get Ready"          | Perry By Storm                | 페리 (Feat. YG 패밀리)              | 페리, 션, 데니, 렉시, 마스타우, 지드래곤                                      | 한국어 | 유투브      |             |
| 2001 | "Storm"              | Perry By Storm                | 페리 (Feat. 지드래곤, 션, 마스터우) | 페리, 션, 마스타우, 지드래곤                                                  | 한국어 | 유투브      |             |
| 2002 | "멋쟁이 신사"        | YG Family 2                   | YG 패밀리                           | YG 패밀리(지누션,원타임,마스타우,지드래곤)                                    | 한국어 | 유투브      |             |
| 2002 | "YMCA 야구단"        | YG Family 2                   | YG 패밀리 (Feat. 휘성)              | YG 패밀리(지누션, 원타임, 스위티, 렉시, 마스타우, 휘성, 세븐, 지드래곤, 태양) | 한국어 | 유투브      |             |
| 2003 | "Hot 뜨거"           | Once N 4 All                  | 원타임                              | 원타임, 지누션, 지드래곤, 태양                                                | 한국어 | 유투브      |             |
| 2004 | "전화번호"           | 노라보세                      | 지누션                              | 지누션, 싸이, 이하늘, 오진환, 송백경, 세븐, 마스타우, 지드래곤, 태양          | 한국어 | 유투브      |             |
| 2008 | "D.I.S.C.O"          | D.I.S.C.O                     | 엄정화 (Feat. T.O.P)                | 엄정화, T.O.P                                                                 | 한국어 | 유투브      |             |
| 2008 | "미안해요"           | Comfort                       | 거미 (Feat. T.O.P)                  | 박산다라, T.O.P                                                               | 한국어 | 유투브      |             |
| 2009 | "Fire" (Street Ver.) | 2NE1 1st Mini Album"          | 2NE1                                | 2NE1, 지드래곤                                                                | 한국어 | 유투브      |             |
| 2009 | "Rain Is Fallin'"    | Rain Is Fallin'/HYBRID DREAM" | W-inds. (Feat. 지드래곤)            | W-inds., 지드래곤                                                             | 일본어 | 유투브      |             |
| 2010 | "Fall In Love"       | Fall In Love                  | 아오야마 테루마 (Feat. 태양)        | 아오야마 테루마, 태양                                                         | 일본어 | 유투브      |             |
| 2011 | "Tomorrow"           | 열꽃, Part 2                  | 타블로 (Feat. 태양)                 | 타블로, 태양                                                                  | 한국어 | 유투브      |             |
| 2012 | "내가 노래를 못해도" | SE7EN New Mini Album          | 세븐                                | 세븐, 지드래곤                                                                | 한국어 | 유투브      |             |
| 2013 | "나쁜 기집애"        | 나쁜 기집애                   | CL                                  | CL, 지드래곤, 태양, 테디, 마스타우                                            | 한국어 | 유투브      |             |
| 2014 | "Hangover"           |                               | 싸이 (Feat. 스눕독)                 | 싸이, 스눕독, 지드래곤, CL                                                    | 한국어 | 유투브      | 디지털 싱글 |

## 작품 목록

### 영화
| 년도 | 제목                                                    | 역할                                          | 참고                  |
| ---- | ------------------------------------------------------- | --------------------------------------------- | --------------------- |
| 2009 | 《우리 집에 왜 왔니》                                   | 승리 - 지민 역                                | 2009년 4월 9일 개봉   |
| 2009 | 《19-Nineteen》(한일합작 텔레시네마)                    | T.O.P - 서정훈 역 승리 - 박민서 역            | 2009년 11월 11일 개봉 |
| 2010 | 《포화 속으로》                                         | T.O.P - 학도병 중대장 오장범 역               | 2010년 6월 16일 개봉  |
| 2011 | 《2010 빅뱅 라이브 콘서트 BIGSHOW》                     | 멤버 전원 (콘서트 실황)                       | 2011년 2월 2일 개봉   |
| 2013 | 《원 오브 어 카인드 3D ; G-DRAGON 2013 1ST WORLD TOUR》 | 지드래곤, 멤버 전원 게스트 출연 (콘서트 실황) | 2013년 10월 31일 개봉 |
| 2013 | 《동창생》                                              | T.O.P - 리명훈 역                             | 2013년 11월 6일 개봉  |
| 2014 | 《타짜: 신의 손》                                       | T.O.P - 함대길 역                             | 2014년 9월 3일 개봉   |
| 2016 | 《빅뱅 메이드》                                         | 멤버 전원 (다큐멘터리)                        | 2016년 6월 30일 개봉  |

### 드라마
| 년도 | 방송사                    | 제목                                          | 역할                | 참고                                                          |
| ---- | ------------------------- | --------------------------------------------- | ------------------- | ------------------------------------------------------------- |
| 2007 | KBS 2TV                   | 《아이엠샘》                                  | T.O.P - 채무신 역   | 2007년 8월 6일 ~ 2007년 10월 2일 방송                         |
| 2009 | KBS 2TV                   | 《아이리스》                                  | T.O.P - 빅 역       | 2009년 10월 14일 ~ 2009년 12월 17일 방송                      |
| 2010 | 웹 드라마                 | 《하루》                                      | 멤버 전원 - 빅뱅 역 | 한국관광공사 '한국 방문의 해' 기념 제작                       |
| 2011 | MBN                       | 《왓츠업》                                    | 대성 - 하도성 역    | 2011년 12월 3일 ~ 2012년 2월 5일 방송                         |
| 2013 | 일본 NTV                  | 《김전일 소년 사건부 - 홍콩구룡재보살인사건》 | 승리 - 김영동 역    | 60주년 스페셜 드라마, 2013년 1월 13일 방송                    |
| 2013 | 일본 UULA (모바일 드라마) | 《유비코이~ 그대에게 보내는 메시지》          | 승리 - 한승호 역    | 일본 모바일 앱 독점 방송                                      |
| 2014 | SBS                       | 《엔젤 아이즈》                               | 승리 - 테디 서 역   | 2014년 4월 5일 ~ 2014년 6월 15일 방송                         |
| 2015 | 네이버캐스트 (웹 드라마)  | 《시크릿 메세지》                             | T.O.P - 우현 역     | CJ E&M & 아뮤즈 제작, 2015년 11월 2일 ~ 2015년 11월 20일 방송 |

### 뮤지컬
| 년도        | 제목       | 역할                 | 참고                                   |
| ----------- | ---------- | -------------------- | -------------------------------------- |
| 2008        | 《소나기》 | 승리 - 소년 동석 역  | 2008년 4월 12일 ~ 2008년 5월 5일 공연  |
| 2008 ~ 2009 | 《캣츠》   | 대성 - 럼 텀 터거 역 | 2008년 9월 19일 ~ 2009년 1월 18일 공연 |
| 2009        | 《샤우팅》 | 승리 - 승리 역       | 2009년 8월 12일 ~ 2009년 8월 23일 공연 |

## 텔레비전 프로그램

### 진행
| 날짜                               | 방송사               | 프로그램                                          | 출연                         | 참조        |
| ---------------------------------- | -------------------- | ------------------------------------------------- | ---------------------------- | ----------- |
| 2006년                             | MTV                  | 《리얼다큐 빅뱅(BIGBANG)》                        | 멤버 전원                    |             |
| 2007년 11월 10일 ~ 2008년 4월 26일 | MBC                  | 《쇼! 음악중심》                                  | T.O.P                        |             |
| 2007년 12월 2일 ~ 2008년 1월 27일  | MBC                  | 《일요일 일요일 밤에 - 불가능은 없다》            | T.O.P                        |             |
| 2008년 1월 5일                     | MBC                  | 《쇼! 음악중심》                                  | 지드래곤 (스페셜 MC)         |             |
| 2008년 5월 10일 ~ 2009년 3월 28일  | MBC                  | 《쇼! 음악중심》                                  | 대성, 승리                   |             |
| 2008년 6월 15일 ~ 2010년 2월 14일  | SBS                  | 《일요일이 좋다 - 패밀리가 떴다 시즌 1》          | 대성                         |             |
| 2008년 9월 26일                    | KBS2                 | 《뮤직뱅크》                                      | T.O.P, 지드래곤 (스페셜 MC)  |             |
| 2008년 12월 29일                   | SBS                  | 《가요대전》                                      | 대성                         |             |
| 2009년 8월 19일 ~ 2009년 9월 9일   | Mnet                 | 《BIGBANG TV》                                    | 멤버 전원                    |             |
| 2010년 8월 22일 ~ 2011년 2월 20일  | MBC                  | 《일요일 일요일 밤에 - 오늘을 즐겨라》            | 승리                         |             |
| 2010년 11월 15일 ~ 2011년 5월 27일 | SBS                  | 《밤이면 밤마다》                                 | 대성                         |             |
| 2011년 1월 2일                     | SBS                  | 《신년특집 '서울-도쿄 뮤직페스티벌'》             | 대성                         |             |
| 2011년 2월 27일                    | SBS                  | 《컴백 스페셜 - THE 빅뱅쇼》                      | 멤버 전원                    |             |
| 2012년 3월 9일                     | SBS                  | 《컴백 스페셜 - 얼라이브 빅뱅》                   | 멤버 전원                    | [ 1 ]       |
| 2012년 4월 15일                    | SBS                  | 《인기가요》                                      | 대성, 승리 (스페셜 MC)       |             |
| 2012년 8월 2일                     | 일본 스페이스샤워 TV | 《V.I from BIGBANG》                              | 승리                         |             |
| 2013년 4월 13일 ~ 2013년 6월 8일   | 일본 MTV 재팬        | 《D-LITE & VJ Boo D'splay》                       | 대성                         |             |
| 2012년 ~ 2013년                    | 일본 후지 TV         | 《사키가케! 온가쿠반즈케 에이트》                 | 승리 (스페셜 MC)             |             |
| 2013년                             | 일본 TBS             | 《산마의 슈퍼 카라쿠리TV》                        | 승리 (스페셜 MC)             |             |
| 2013년 8월 17일                    | JTBC                 | 《빅뱅, 세계를 향해 노래하다-빅뱅 얼라이브 투어》 | 멤버 전원                    | [ 2 ]       |
| 2013년 8월 23일 ~ 2013년 11월 6일  | Mnet                 | 《WIN : WHO IS NEXT》                             | 대성                         |             |
| 2013년 9월 28일                    | 일본 후지 TV         | 《모테죠 100》                                    | 승리                         |             |
| 2013년 10월 7일 ~ 2013년 12월 6일  | 일본 MTV 재팬        | 《D-LITE & VJ Boo D'splay Returns》               | 대성                         |             |
| 2014년 9월 11일 ~ 2014년 10월 25일 | Mnet                 | 《MIX & MATCH》                                   | 대성                         |             |
| 2015년 5월 10일                    | SBS                  | 《인기가요》                                      | 대성 (스페셜 MC)             |             |
| 2017년 10월 29일 ~ 2018년 1월 29일 | JTBC                 | 《믹스나인》                                      | 태양, 승리 (스페셜 심사위원) | 비정기 출연 |
| 2017년 11월 23일 ~ 2018년 1월 11일 | tvN                  | 《그 녀석들의 이중생활》                          | 태양                         |             |

### 네이버 V앱 개인방송
| 날짜            | 제목(부제)                                                                  | 진행     | 참조        |
| --------------- | --------------------------------------------------------------------------- | -------- | ----------- |
| 2015년 9월 2일  | 《GD - 일 더하기 일은 지용이, 우리 아무것도 하지말아요 (1+1=GD)》           | 지드래곤 | [ 3 ] [ 4 ] |
| 2015년 9월 9일  | 《TAEYANG - 지금 먹으러 갑니다 (I'm going now, to eat)》                    | 태양     | [ 5 ]       |
| 2015년 9월 16일 | 《T.O.P - 귀한 질문 신나게 답변해 드립니다 (Ghost: T.O.P Will answer you)》 | T.O.P    | [ 6 ]       |
| 2015년 9월 23일 | 《승리 - 해주세요 : 승리세요 (Seungri's Please do it for me)》              | 승리     | [ 7 ]       |
| 2015년 9월 30일 | 《대성 - 안심 귀가 서비스 (Safe retering home service)》                    | 대성     | [ 8 ]       |
| 2016년 8월 31일 | 《DAESUNG ON-AIR 5:1 대성이를 이겨라!》                                     | 대성     |             |

### 게스트 출연
| 날짜                                           | 방송사     | 프로그램                                            | 공동 출연                                   |
| ---------------------------------------------- | ---------- | --------------------------------------------------- | ------------------------------------------- |
| 2006년 12월 15일                               | MBC        | 《유재석 김원희의 놀러와》                          | T.O.P                                       |
| 2006년 12월 30일                               | MBC        | 《일요일 일요일 밤에 - 동안클럽》                   | T.O.P                                       |
| 2006년 12월 30일 ~ 1월 6일                     | MBC        | 《만원의 행복》                                     | T.O.P                                       |
| 2007년 1월 16일                                | MTV        | 《써니사이드》                                      | 멤버 전원                                   |
| 2007년 2월 14일                                | MTV        | 《써니사이드》                                      | 멤버 전원                                   |
| 2007년 2월 17일                                | KBS2       | 《개그콘서트 - 패션 7080》                          | 멤버 전원                                   |
| 2007년 2월 20일                                | SBS        | 《신동엽, 이수영의 음악공간》                       | 멤버 전원                                   |
| 2007년 3월 4일                                 | MBC        | 《말달리자》                                        | 지드래곤, 태양, 대성                        |
| 2007년 3월 10일                                | MTV        | 《스쿨어택》                                        | 멤버 전원                                   |
| 2007년 4월 4일 ~ 5월 2일                       | Mnet       | 《아이돌 월드》                                     | 멤버 전원                                   |
| 2007년 10월 6일 ~ 10월 13일                    | MBC        | 《만원의 행복》                                     | 승리                                        |
| 2007년 11월 2일                                | KBS2       | 《윤도현의 러브레터》                               | 멤버 전원                                   |
| 2007년 11월 3일                                | SBS        | 《스타킹》                                          | 멤버 전원                                   |
| 2007년 11월 5일                                | SBS        | 《야심만만 만명에게 물었습니다》                    | 지드래곤                                    |
| 2007년 12월 9일                                | SBS        | 《일요일이 좋다 - 기적의 승부사》                   | 지드래곤, 승리                              |
| 2007년 12월 19일                               | SBS        | 《이적의 음악공간》                                 | 멤버 전원                                   |
| 2008년 1월 6일                                 | SBS        | 《일요일이 좋다 - 기적의 승부사 신년특집》          | 지드래곤, 대성                              |
| 2008년 1월 7일                                 | SBS        | 《야심만만 만명에게 물었습니다》                    | 지드래곤                                    |
| 2008년 2월 1일                                 | KBS2       | 《윤도현의 러브레터》                               | 멤버 전원                                   |
| 2008년 2월 16일                                | SBS        | 《스타킹》                                          | 멤버 전원                                   |
| 2008년 3월 14일                                | KBS2       | 《윤도현의 러브레터》                               | T.O.P (거미 무대 특별 출연)                 |
| 2008년 3월 18일                                | SBS        | 《김정은의 초콜릿》                                 | T.O.P (거미 무대 특별 출연)                 |
| 2008년 3월 29일                                | KBS2       | 《스타골든벨》                                      | 대성, 승리                                  |
| 2008년 4월 20일                                | SBS        | 《일요일이 좋다 - 체인지》                          | 지드래곤, 승리                              |
| 2008년 5월 2일                                 | KBS2       | 《윤도현의 러브레터》                               | 멤버 전원 (거미 무대 특별 출연)             |
| 2008년 5월 5일                                 | MBC        | 《유재석 김원희의 놀러와》                          | 지드래곤, T.O.P                             |
| 2008년 5월 22일                                | SBS        | 《김정은의 초콜릿》                                 | 멤버 전원                                   |
| 2008년 6월 20일                                | KBS2       | 《윤도현의 러브레터》                               | 태양                                        |
| 2008년 7월 2일                                 | SBS        | 《김정은의 초콜릿》                                 | 태양                                        |
| 2008년 7월 11일                                | KBS2       | 《윤도현의 러브레터》                               | T.O.P (엄정화 무대 특별 출연)               |
| 2008년 7월 27일 ~ 8월 3일                      | SBS        | 《일요일이 좋다 - 패밀리가 떴다》                   | 지드래곤                                    |
| 2008년 8월 31일                                | Mnet       | 《마담 B의 살롱 - 빅뱅 특집 편》                    | 멤버 전원                                   |
| 2008년 9월 6일                                 | KBS2       | 《윤도현의 러브레터》                               | 멤버 전원                                   |
| 2008년 9월 22일                                | MBC        | 《유재석 김원희의 놀러와》                          | 멤버 전원                                   |
| 2008년 9월 23일                                | SBS        | 《김정은의 초콜릿》                                 | 멤버 전원                                   |
| 2008년 10월 6일 ~ 10월 13일                    | MBC        | 《야심만만 - 예능선수촌》                           | 대성                                        |
| 2008년 12월 14일 ~ 12월 21일                   | SBS        | 《일요일이 좋다 - 골드미스가 간다 크리스마스 특집》 | 멤버 전원                                   |
| 2008년 12월 21일                               | KBS2       | 《로드쇼 퀴즈 원정대》                              | 멤버 전원                                   |
| 2008년 12월 23일                               | KBS2       | 《상상플러스 시즌2》                                | 멤버 전원                                   |
| 2008년 12월 24일                               | SBS        | 《김정은의 초콜릿》                                 | 멤버 전원                                   |
| 2009년 1월 18일                                | MBC        | 《일요일 일요일 밤에 - 세바퀴》                     | T.O.P, 승리                                 |
| 2009년 1월 27일                                | KBS2       | 《설날 특집 가요계 톱스타 총집합! 쉘 위 댄스》      | 승리                                        |
| 2009년 2월 7일                                 | MBC        | 《스타의 친구를 소개합니다》                        | 대성, 승리                                  |
| 2009년 2월 8일 ~ 2월 15일                      | SBS        | 《일요일이 좋다 - 패밀리가 떴다》                   | T.O.P                                       |
| 2009년 2월 13일 ~ 2월 20일                     | SBS        | 《절친 노트》                                       | 멤버 전원                                   |
| 2009년 2월 14일                                | KBS2       | 《스타골든벨》                                      | 승리                                        |
| 2009년 3월 6일                                 | KBS2       | 《이하나의 페퍼민트》                               | 승리 (구혜선 무대 특별 출연)                |
| 2009년 4월 9일                                 | MBC every1 | 《아이돌 군단의 떴다! 그녀 시즌4》                  | 대성                                        |
| 2009년 9월 6일                                 | SBS        | 《SBS 스페셜 - 히트곡은 어떻게 만들어지는가?》      | 지드래곤 인터뷰                             |
| 2009년 9월 19일                                | SBS        | 《김정은의 초콜릿》                                 | 지드래곤                                    |
| 2009년 9월 20일 ~ 9월 27일                     | SBS        | 《일요일이 좋다 - 패밀리가 떴다》                   | 승리                                        |
| 2009년 10월 3일                                | SBS        | 《추석특집 아이돌 빅쇼》                            | 지드래곤(T.O.P, 태양, 대성, 승리 깜짝 출연) |
| 2009년 10월 6일                                | SBS        | 《강심장》                                          | 지드래곤, 승리                              |
| 2010년 1월 5일                                 | SBS        | 《강심장》                                          | 태양, 대성                                  |
| 2010년 4월 17일                                | SBS        | 《하하몽쇼》                                        | 대성, 승리                                  |
| 2010년 5월 14일                                | KBS2       | 《유희열의 스케치북》                               | 대성 (이효리 무대 특별 출연)                |
| 2010년 7월 16일                                | KBS2       | 《유희열의 스케치북》                               | 태양, 지드래곤                              |
| 2010년 7월 25일                                | SBS        | 《일요일이 좋다 - 영웅호걸》                        | 태양                                        |
| 2010년 8월 29일                                | SBS        | 《김정은의 초콜릿》                                 | 태양                                        |
| 2011년 1월 10일                                | SBS        | 《밤이면 밤마다 - 스타 청문회》                     | 지드래곤, T.O.P                             |
| 2011년 1월 16일                                | SBS        | 《김정은의 초콜릿》                                 | 지드래곤, T.O.P                             |
| 2011년 2월 2일                                 | SBS        | 《설날 특집 아이돌의 제왕》                         | 승리                                        |
| 2011년 2월 5일                                 | MBC        | 《설날 특집 아이돌스타 육상·수영 선수권대회》       | 승리                                        |
| 2011년 2월 6일                                 | SBS        | 《김정은의 초콜릿》                                 | 승리                                        |
| 2011년 2월 10일                                | tvN        | 《현장 토크쇼 택시》                                | 승리                                        |
| 2011년 2월 22일                                | SBS        | 《강심장》                                          | 지드래곤, 승리                              |
| 2011년 2월 28일                                | SBS        | 《밤이면 밤마다 - 스타 청문회》                     | 승리                                        |
| 2018년 3월 20일                                | SBS        | 《런닝맨》                                          | 대성                                        |
| 2011년 4월 2일                                 | Mnet       | 《엠 사운드플레스》                                 | 멤버 전원                                   |
| 2011년 5월 5일                                 | MNET       | 《비틀즈코드》                                      | 대성,승리                                   |
| 2011년 4월 30일 ~ 5월 7일, 6월 11일 ~ 7월 2일  | MBC        | 《무한도전 - 서해안 고속도로 가요제》               | 지드래곤                                    |
| 2018년 4월 18일                                | JTBC       | 《한끼줍쇼》                                        | 승리                                        |
| 2011년 5월 7일 ~ 5월 14일                      | MBC        | 《무한도전 - 갱스 오브 서울》                       | 멤버 전원                                   |
| 2012년 2월 20일                                | SBS        | 《힐링캠프, 기쁘지 아니한가》                       | 멤버 전원                                   |
| 2012년 3월 4일 ~ 3월 11일                      | SBS        | 《일요일이 좋다 - 런닝맨》                          | 멤버 전원                                   |
| 2012년 3월 18일                                | SBS        | 《정재형 이효리의 유&아이》                         | 멤버 전원                                   |
| 2012년 3월 27일 ~ 4월 3일                      | SBS        | 《강심장 - YG패밀리 특집》                          | 멤버 전원                                   |
| 2012년 4월 20일                                | SBS        | 《고쇼(GO Show)》                                   | 멤버 전원                                   |
| 2012년 9월 29일 ~ 10월 6일                     | MBC        | 《무한도전 - 무한상사》                             | 지드래곤                                    |
| 2012년 10월 19일                               | KBS2       | 《유희열의 스케치북》                               | 지드래곤                                    |
| 2013년 3월 15일 ~ 3월 22일                     | SBS        | 《땡큐》                                            | 지드래곤                                    |
| 2013년 3월 26일                                | SBS        | 《화신 - 마음을 지배하는 자》                       | 지드래곤, 대성                              |
| 2013년 3월 31일                                | SBS        | 《K팝 스타 2 스페셜 무대 with 방예담 》             | 태양                                        |
| 2013년 9월 7일                                 | tvN        | 《SNL 코리아》                                      | 승리                                        |
| 2013년 9월 6일                                 | KBS2       | 《유희열의 스케치북》                               | 지드래곤                                    |
| 2013년 9월 7일, 9월 28일, 10월 12일 ~ 11월 2일 | MBC        | 《무한도전 - 자유로 가요제》                        | 지드래곤                                    |
| 2013년 9월 15일                                | SBS        | 《일요일이 좋다 - 런닝맨》                          | 지드래곤, 대성, 승리                        |
| 2013년 11월 3일                                | SBS        | 《일요일이 좋다 - 런닝맨》                          | T.O.P                                       |
| 2013년 11월 15일                               | KBS2       | 《유희열의 스케치북》                               | 태양                                        |
| 2013년 12월 4일 ~ 12월 11일                    | MBC every1 | 《주간 아이돌》                                     | 지드래곤                                    |
| 2013년 12월 21일 ~ 12월 28일                   | MBC        | 《무한도전 - 쓸친소 특집》                          | 대성                                        |
| 2014년 3월 23일                                | SBS        | 《일요일이 좋다 - 런닝맨》                          | 승리                                        |
| 2014년 7월 11일                                | KBS2       | 《유희열의 스케치북》                               | 태양                                        |
| 2015년 5월 21일                                | KBS2       | 《해피투게더 시즌 3 - 빅뱅 스페셜》                 | 멤버 전원                                   |
| 2015년 6월 5일                                 | KBS2       | 《유희열의 스케치북》                               | 멤버 전원                                   |
| 2015년 6월 7일                                 | SBS        | 《일요일이 좋다 - 런닝맨》                          | 멤버 전원                                   |
| 2015년 6월 18일                                | JTBC       | 《뉴스룸 - 초대석》                                 | 지드래곤 인터뷰                             |
| 2015년 7월 4일 ~ 8월 22일                      | MBC        | 《무한도전 - 영동고속도로 가요제》                  | 지드래곤, 태양                              |
| 2015년 8월 21일                                | Mnet       | 《Show Me The Money 5》                             | 태양                                        |
| 2015년 8월 31일 ~ 9월 7일                      | JTBC       | 《냉장고를 부탁해》                                 | 지드래곤, 태양                              |
| 2015년 9월 27일 ~ 10월 4일                     | KBS2       | 《해피선데이 - 슈퍼맨이 돌아왔다》                  | 지드래곤                                    |
| 2016년 4월 17일 ~ 4월 24일                     | SBS        | 《일요일이 좋다 - 판타스틱 듀오》                   | 태양                                        |
| 2016년 9월 3일 ~ 9월 10일                      | MBC        | 《무한도전 - 무한상사-위기의 회사원》               | 지드래곤                                    |
| 2016년 4월 17일 ~ 4월 24일                     | SBS        | 《일요일이 좋다 - 판타스틱 듀오》                   | 태양                                        |
| 2016년 12월 11일 ~ 12월 18일                   | SBS        | 《꽃놀이패》                                        | 승리                                        |
| 2016년 12월 17일                               | MBC        | 《무한도전 - BIGBANG X 무한도전》                   | 멤버 전원                                   |
| 2016년 12월 21일 ~ 12월 28일                   | MBC        | 《라디오스타》                                      | 멤버 전원                                   |
| 2017년 1월 4일 ~ 1월 11일                      | MBC every1 | 《주간 아이돌》                                     | 멤버 전원                                   |
| 2017년 8월 18일 ~ 8월 25일                     | MBC        | 《나 혼자 산다 - 무지개 라이브》                    | 태양, 대성, 승리                            |
| 2017년 8월 26일                                | JTBC       | 《아는 형님》                                       | 태양                                        |
| 2017년 8월 28일                                | MBC        | 《오빠생각》                                        | 태양                                        |
| 2017년 9월 3일 ~ 9월 10일                      | SBS        | 《일요일이 좋다 - 판타스틱 듀오 시즌 2》            | 태양                                        |
| 2018년 2월 3일                                 | JTBC       | 《아는 형님》                                       | 승리                                        |
| 2018년 3월 4일                                 | SBS        | 《미운 우리 새끼》                                  | 승리                                        |
| 2018년 3월 9일 ~ 3월 16일                      | MBC        | 《나 혼자 산다 - 무지개 라이브》                    | 승리                                        |
| 2018년 3월 21일                                | MBC        | 《라디오스타》                                      | 승리                                        |
| 2018년 4월 18일                                | JTBC       | 《한끼줍쇼》                                        | 승리                                        |
| 2018년 7월 24일                                | JTBC       | 《아이돌룸》                                        | 승리                                        |
| 2018년 7월 29일                                | 복면가왕   | 《복면가왕》                                        | 승리                                        |
| 2018년 8월 13일 ~ 8월 20일                     | JTBC       | 《냉장고를 부탁해》                                 | 승리                                        |
| 2018년 9월 2일 ~ 9월 9일                       | SBS        | 《런닝맨》                                          | 승리                                        |
| 2023년 2월 4일                                 | MBC        | 《전지적참견시점》                                  | 태양편                                      |

## 광고 출연
| 년도                             | 기업명                        | 브랜드(제품)명                                                       | 종류(품목)                    | 출연자(공동 출연)                                                                                                 | 참조          |
| -------------------------------- | ----------------------------- | -------------------------------------------------------------------- | ----------------------------- | --- | ------------- |
| 2007년                           | SK텔레콤                      | 팅(Ting)                                                             | 통신사                        | 멤버 전원 |               |
| 2007년                           | SK텔레콤                      | T PLAN                                                               | 통신사                        | T.O.P |               |
| 2007년~2008년                    | (주)미즈온                    | 비비 버드                                                            | 화장품, 향수                  | 멤버 전원 |               |
| 2007년~2009년                    | (주)스쿨룩스                  | 스쿨룩스                                                             | 학생복                        | 멤버 전원 |               |
| 2008년                           | (주)아이스테이션              | 아이스테이션                                                         | PMP                           | 멤버 전원 |               |
| 2008년                           | LG전자                        | 싸이언 엣지                                                          | 핸드폰                        | 멤버 전원 |               |
| 2008년~2009년                    | SPC그룹                       | 베스킨라빈스31 후르츠블라스트 아이스크림케이크                       | 아이스크림                    | 멤버 전원 |               |
| 2008년~2009년                    | (주)세정                      | NII                                                                  | 의류                          | 멤버 전원 |               |
| 2008년~2010년                    | 휠라 코리아                   | 휠라                                                                 | 스포츠웨어                    | 멤버 전원 |               |
| 2009년                           | (주)BHC                       | BHC 치킨                                                             | 치킨 프랜차이즈 외식업체      | 대성 |               |
| 2009년                           | LG전자                        | 싸이언 아이스크림 2                                                  | 핸드폰                        | 멤버 전원, 김태희와 출연.                                                                                         |               |
| 2009년                           | LG전자                        | 싸이언 롤리팝                                                        | 핸드폰                        | 멤버 전원, 2NE1과 출연.                                                                                           | [ 9 ]         |
| 2009년                           | LG전자                        | 싸이언 아레나                                                        | 핸드폰                        | 지드래곤 |               |
| 2009년                           | LG전자                        | 싸이언 크리스탈                                                      | 핸드폰                        | 멤버 전원, 신세경과 출연.                                                                                         |               |
| 2009년                           | 롯데칠성                      | 2% 부족할때                                                          | 음료                          | 멤버 전원 |               |
| 2009년, 2013년                   | 넥슨                          | 서든 어택 - 빅뱅 캐릭터 출시                                         | 온라인 FPS 게임               | 멤버 전원 |               |
| 2009년~2010년                    | 에버센스(Eversense)           | 에버센스                                                             | 향수                          | 멤버 전원, 태국 지역                                                                                              |               |
| 2009년~2010년                    | 하이트진로                    | 하이트 맥주                                                          | 주류                          | 승리 제외(당시 미성년자임)                                                                                        | [ 10 ]        |
| 2009년~2010년                    | 매일유업                      | 카페라떼                                                             | 커피음료                      | 멤버 전원 |               |
| 2009년~2012년                    | 호텔롯데                      | 롯데면세점                                                           | 쇼핑몰                        | 멤버 전원 |               |
| 2010년                           | LG전자                        | 옵티머스 ONE                                                         | 핸드폰                        | 지드래곤, T.O.P(2가지 버전)                                                                                       |               |
| 2010년                           | LG전자                        | 롤리팝 2                                                             | 핸드폰                        | 멤버 전원, 김지원과 출연.                                                                                         |               |
| 2010년                           | LG전자                        | 옵티머스 마하                                                        | 핸드폰                        | T.O.P |               |
| 2010년                           | 현대자동차                    | 2010 FIFA 월드컵 '샤우팅 코리아'                                     | 기업광고                      | 멤버 전원, 김연아와 출연.                                                                                         | [ 11 ]        |
| 2010년                           | CJ그룹                        | CJ : 세상을 바꾸는 딴 생각                                           | 기업광고                      | 멤버 전원, 싸이, 2NE1, 슈퍼스타 K 2 TOP4와 출연.                                                                  | [ 12 ]        |
| 2010년~2014년                    | 이베이코리아                  | G마켓                                                                | 쇼핑몰                        | 멤버 전원, 지드래곤(2010년~2011년, 2013년~2014년 단독)                                                            |               |
| 2010년~2014년                    | (주)지오다노                  | BSX                                                                  | 의류                          | 멤버 전원, 지드래곤(2012년~2014년 단독)                                                                           |               |
| 2011년                           | 삼성물산 패션부문             | 빈폴                                                                 | 의류                          | 지드래곤 |               |
| 2011년                           | 캘빈클라인                    | 캘빈클라인 진                                                        | 의류                          | T.O.P |               |
| 2011년~2012년                    | 해태HTB                       | 써니텐 스파클링 에이드                                               | 음료                          | 멤버 전원, 지드래곤, T.O.P(2011년)                                                                                | [ 13 ]        |
| 2011년                           | 니콘 이미징코리아             | 니콘 D7000 니콘 P300                                                 | 카메라                        | 멤버 전원, YG 패밀리와 출연.                                                                                      | [ 14 ]        |
| 2011년                           | 니콘 이미징코리아             | 니콘 D5100                                                           | 카메라                        | 지드래곤 |               |
| 2011년                           | LG전자                        | 옵티머스 BIG                                                         | 핸드폰                        | 멤버 전원 |               |
| 2011년                           | CJ그룹                        | CJ : Lifestyle                                                       | 기업광고                      | 멤버 전원, YG 패밀리와 출연.                                                                                      |               |
| 2011년~2012년                    | 노스페이스 코리아             | 노스페이스                                                           | 아웃도어                      | 멤버 전원 | [ 15 ]        |
| 2011년~2012년                    | 소울앤미디어그룹              | 소울 바이 루다크리스                                                 | 헤드폰, 이어폰 제조 업체      | 멤버 전원 |               |
| 2012년                           | NHN                           | 네이버 뮤직앱                                                        | 스마트폰 모바일 음원 서비스   | 멤버 전원 |               |
| 2012년                           | 현대카드                      | YG X Hyundai Card RE-MONSTER 프로젝트                                | 신용카드                      | 멤버 전원 |               |
| 2012년                           | 야마하 발동기                 | 야마하                                                               | 모토사이클                    | 멤버 전원, 태국 지역                                                                                              | [ 16 ]        |
| 2012년                           | 문화체육관광부                | 한국 방문의 해 : 우리가 먼저 인사해요                                | 공익광고                      | 멤버 전원 |               |
| 2012년                           | 애경그룹                      | 제주항공                                                             | 정기 항공 운송업체            | 멤버 전원 | [ 17 ]        |
| 2012년                           | GIVENCHY PARIS                | 지방시                                                               | 프랑스 의류 브랜드            | 지드래곤, 아시아 전 지역 (아시아 최초 뮤즈 발탁)                                                                  | [ 18 ]        |
| 2012년                           | 삼성물산 패션부문             | FUBU                                                                 | 의류                          | T.O.P |               |
| 2013년                           | (주)카카오                    | 카카오톡                                                             | 스마트폰 모바일 메신저 서비스 | 멤버 전원, 태국, 인도네시아 지역                                                                                  | [ 19 ]        |
| 2013년                           | 한국코카콜라                  | 글라소 비타민워터                                                    | 음료                          | 지드래곤 |               |
| 2013년                           | 일본 스트리트 댄스 협회(JSDA) | 비주얼 아티스트 이미지 캐릭터                                        | 캠페인                        | 태양 |               |
| 2013년~2014년                    | 한국화장품                    | 더샘                                                                 | 화장품로드숍                  | 지드래곤 | [ 20 ]        |
| 2013년~2014년                    | (주)밀레                      | 밀레                                                                 | 아웃도어                      | T.O.P, 박신혜와 출연                                                                                              |               |
| 2014년                           | 문화체육관광부, 한국관광공사  | 한국관광 브랜드 "Imagine Your Korea"                                 | 공익광고                      | 멤버 전원 | [ 21 ]        |
| 2014년~2015년                    | 캘빈클라인 코리아             | CK ONE                                                               | 향수                          | 태양, 전 세계 전지역                                                                                              | [ 22 ]        |
| 2014년                           | 나이키(NIKE)                  | JUST DO IT - 스튜디오 편                                             | 스포츠 브랜드                 | 태양 |               |
| 2014년                           | 남양유업                      | 2014 프렌츠카페                                                      | 커피 음료                     | T.O.P |               |
| 2014년                           | LG유플러스                    | LTE 8 LTE 8 무한대 요금제 U+ HDTV LTE 8 X3 U+ 비디오 LTE U+ 제로클럽 | 통신사                        | 지드래곤, 박지성, 손연재와 출연.                                                                                  | [ 23 ] [ 24 ] |
| 2014년                           | (주)제이에스티나              | 제이에스티나                                                         | 핸드백, 악세서리              | 지드래곤 | [ 25 ] [ 26 ] |
| 2014년                           | (주)제이에스티나              | 쥬 퍼퓸(JE PARFUMES) By 제이에스티나                                 | 향수                          | 지드래곤 | [ 27 ] [ 28 ] |
| 2014년                           | 하이트진로                    | 드라이 d                                                             | 주류                          | 지드래곤 | [ 29 ] [ 30 ] |
| 2014년                           | 리복 코리아                   | 리복 엑소핏&프리스타일                                               | 스포츠 브랜드                 | T.O.P, 안소희와 출연                                                                                              |               |
| 2014년~2015년                    | SK플래닛                      | 시럽(Sylup)                                                          | 통합 커머스 브랜드            | T.O.P | [ 31 ]        |
| 2015년                           | 엠케이트렌드                  | NBA                                                                  | 의류                          | 태양, 초아와 출연.                                                                                                |               |
| 2015년                           | 한국코카콜라                  | 글라소 후르츠워터                                                    | 음료                          | T.O.P, 드라마 시크릿 메시지와 콜라보레이션                                                                        |               |
| 2015년                           | 쥬세페 자노티                 | 쥬세페 자노티 × 지드래곤 콜라보레이션                                | 이탈리아 슈즈 브랜드          | 지드래곤, 아시아 전지역                                                                                           | [ 32 ] [ 33 ] |
| 2015년~2016년                    | HI PANDA                      | HI PANDA                                                             | 의류                          | 지드래곤, 중국 지역                                                                                               |               |
| 2015년~2016년                    | 텐센트                        | 전민초신                                                             | 인터넷 및 모바일 게임 서비스  | 멤버 전원, 중국 지역                                                                                              |               |
| 2015년~2016년                    | OB맥주                        | 카스 비츠 카스 후레쉬                                                | 주류                          | T.O.P |               |
| 2015년~2016년                    | 와이지넥스트(YG-NEXT)         | 크렁크X빅뱅 카페(KRUNK X BIGBANG CAFE)                               | 식음료                        | 일본 지역, 빅뱅과 YG 대표 캐릭터(크렁크)를 주제로 한 도쿄 하라주쿠와 오사카 신사이바시에 카페 오픈 (콜라보레이션) | [ 34 ]        |
| 2015년~2016년                    | SPC그룹                       | 파리바게트                                                           | 프랜차이즈 베이커리           | 중국 지역, 빅뱅과 YG 대표 캐릭터(크렁크)를 주제로 한 파리바게뜨 매장 오픈 (콜라보레이션)                          | [ 35 ]        |
| 2015년                           | 쥬세페 자노티                 | 쥬세페 자노티 × 지드래곤 콜라보레이션                                | 이탈리아 슈즈 브랜드          | 지드래곤, 아시아 전 지역                                                                                          |               |
| 2016년                           | YG PLUS                       | 문샷(moonshot)                                                       | 화장품                        | 지드래곤, 박산다라와 출연.                                                                                        |               |
| 2016년                           | 카파                          | 카파(KAPPA)                                                          | 스포츠웨어                    | 지드래곤, 중국 지역                                                                                               |               |
| 2016년                           | 현대자동차                    | 베르나(VERNA)                                                        | 자동차                        | 지드래곤, 중국 지역                                                                                               |               |
| 2016년~2016년                    | 농부산천                      | 음료                                                                 | 차파이                        | 중국 지역 |               |
| 2016년~2017년                    | 신세계그룹                    | 신세계면세점                                                         | 면세점                        | 지드래곤, 아시아 전지역 전지현과 출연.                                                                            |               |
| 2016년~2017년                    | 삼성물산 패션부문             | 에잇세컨즈(8seconds)                                                 | SPA 의류                      | 지드래곤, 한국, 중국 지역                                                                                         |               |
| 2017년                           | 넷마블게임즈                  | 리니지2 레볼루션                                                     | MMORPG 게임                   | 지드래곤 |               |
| 2017년                           | 나이키                        | 나이키 글로벌 캠페인                                                 | 스포츠 브랜드                 | 지드래곤, 아시아 전 지역                                                                                          |               |
| 2017년                           | 샤넬                          | 가브리엘 백 캠페인                                                   | 패션 브랜드                   | 지드래곤, 전 세계                                                                                                 |               |
| 2017년                           | 제주신화월드                  | 제주신화월드 브랜드 캠페인                                           | 복합리조트                    | 지드래곤, 아시아 전지역                                                                                           |               |
| 2019년 11월 8일~2019년 11월 23일 | 나이키                        | 신발                                                                 | NIKE Air Force 1 Para-Noise   | 전 세계 |               |
| 2020년 4월 15일~                 | 농부산천                      | 음료                                                                 | 차파이                        | 지드래곤, 중국 지역                                                                                               |               |

## 홍보대사
| 연도        | 홍보대사명                                         | 참조          | 참여자    |
| ----------- | -------------------------------------------------- | ------------- | --------- |
| 2009년      | 법무부 "법질서 홍보대사" 위촉                      | [ 38 ] [ 39 ] | 맴버 전원 |
| 2014년      | 롯데호텔부산 홍보대사 위촉                         |               | 맴버 전원 |
| 2014년      | 한국관광공사 "2014 한국관광 명예 홍보대사" 위촉    | [ 40 ] [ 41 ] | 맴버 전원 |
| 2016년~현재 | 문화체육관광부 "크리에이티브 코리아 홍보대사" 위촉 | [ 42 ]        | 맴버 전원 |
| 2017년      | "2018 평창동계올림픽 홍보대사" 위촉                | [ 43 ]        | 태양      |

## 같이 보기
- 빅뱅
- 빅뱅의 음반 목록
- 지드래곤의 음반 외 활동 목록